# Ministère des Transports (Tchéquie)
Pour les autres articles nationaux ou selon les autres juridictions, voir Ministère des Transports.
Le ministère des Transports (en tchèque : Ministerstvo dopravy) est le département ministériel chargé des transports et des déplacements en Tchéquie.
Il est dirigé depuis le 17 décembre 2021 par le conservateur Martin Kupka.

## Liste des ministres
| Nom | Nom | Nom                    | Mandat                                                         | Parti    | Gouvernement(s)       |
| --- | --- | ---------------------- | -------------------------------------------------------------- | -------- | --------------------- |
|     |     | Jan Stráský            | 30 décembre 1992 - 11 octobre 1995 (2 ans, 9 mois et 11 jours) | ODS      | Klaus I               |
|     |     | Vladimír Budinský (cs) | 11 octobre 1995 - 4 juillet 1996 (8 mois et 23 jours)          | ODS      | Klaus I               |
|     |     | Martin Říman           | 4 juillet 1996 - 2 janvier 1998 (1 an, 5 mois et 29 jours)     | ODS      | Klaus II              |
|     |     | Petr Moos (cs)         | 2 janvier - 22 juillet 1998 (6 mois et 20 jours)               | Sans     | Tošovský              |
|     |     | Antonín Peltrám (cs)   | 22 juillet 1998 - 26 avril 2000 (1 an, 9 mois et 4 jours)      | ČSSD     | Zeman                 |
|     |     | Jaromír Schling (cs)   | 26 avril 2000 - 15 juillet 2002 (2 ans, 2 mois et 19 jours)    | ČSSD     | Zeman                 |
|     |     | Milan Šimonovský       | 15 juillet 2002 - 4 septembre 2006 (4 ans, 1 mois et 20 jours) | KDU-ČSL  | Špidla Gross Paroubek |
|     |     | Aleš Řebíček           | 4 septembre 2006 - 23 janvier 2009 (2 ans, 4 mois et 19 jours) | ODS      | Topolánek I et II     |
|     |     | Petr Bendl             | 23 janvier - 8 mai 2009 (3 mois et 15 jours)                   | ODS      | Topolánek II          |
|     |     | Gustav Slamečka (cs)   | 8 mai 2009 - 13 juillet 2010 (1 an, 2 mois et 5 jours)         | Sans     | Fischer               |
|     |     | Vít Bárta              | 13 juillet 2010 - 21 avril 2011 (9 mois et 8 jours)            | VV       | Nečas                 |
|     |     | Radek Šmerda           | 21 avril - 30 juin 2011 (2 mois et 9 jours)                    | Sans     | Nečas                 |
|     |     | Pavel Dobeš            | 1er juillet 2011 - 3 décembre 2012 (1 an, 5 mois et 2 jours)   | LIDEM    | Nečas                 |
|     |     | Zbyněk Stanjura        | 12 décembre 2012 - 10 juillet 2013 (6 mois et 28 jours)        | ODS      | Nečas                 |
|     |     | Zdeněk Žák             | 10 juillet 2013 - 29 janvier 2014 (6 mois et 19 jours)         | Sans     | Rusnok                |
|     |     | Antonín Prachař        | 29 janvier - 4 décembre 2014 (10 mois et 5 jours)              | ANO 2011 | Sobotka               |
|     |     | Dan Ťok                | 4 décembre 2014 - 30 avril 2019 (4 ans, 4 mois et 26 jours)    | ANO 2011 | Sobotka Babiš I et II |
|     |     | Vladimír Kremlík       | 30 avril 2019 - 23 janvier 2020 (8 mois et 24 jours)           | Sans     | Babiš II              |
|     |     | Karel Havlíček         | 24 janvier 2020 – 17 décembre 2021 (1 an, 10 mois et 23 jours) | ANO 2011 | Babiš II              |
|     |     | Martin Kupka           | depuis le 17 décembre 2021 (3 ans, 6 mois et 12 jours)         | ODS      | Fiala                 |